# Julie Bell
Pour les articles homonymes, voir Bell.
Julie Bell, née en 1958 à Beaumont (Texas), est une artiste américaine, illustratrice, photographe, culturiste et peintre animalière. Elle est également une artiste de fantasy et une représentante des genres heroic fantasy et fantastic realism. Elle remporte le Prix Chesley et est la créatrice de la série Dragons of Destiny. Elle remporte également les premiers prix du salon international de l'Art Renewal Center, qui lui décerne le titre de « ARC Living Master ».

## Biographie
Julie Bell est né le 21 octobre 1958 à Beaumont, au Texas. Elle fréquente cinq lycées différents, étudiant la peinture et le dessin. Dans sa jeunesse, elle aime la musculation. Elle participe à divers concours et reçoit une reconnaissance nationale, ce qui l'influence plus tard à représenter des femmes belles et musclées. En 1978, elle épouse l'écrivain et universitaire Donald E. Palumbo. Au cours de leur mariage de onze ans, elle donne naissance à deux fils, Anthony et David Palumbo (en), qui sont ensuite devenus artistes professionnels. En 1989, elle rencontre Boris Vallejo, qu'elle épousera en 1994.

### Carrière
Depuis 1990, Bell réalise les illustrations de couverture de plus de 100 livres et magazines de fantasy et de science-fiction.
Au début des années 1990, elle illustre des couvertures peintes pour des jeux vidéo ainsi que des cartes à collectionner à succès pour les super-héros de Marvel et DC. Une image de la couverture du jeu vidéo Sega Game Gear, Ax Battler: A Legend of Golden Axe, dépeint le monde semi-barbare dans lequel se déroule le jeu ; c'est pourquoi Bell l'a elle-même intitulée Savage Land. Elle conçoit la série de sculptures Dragons of Destiny, la série de poignards Mistress of the Dragon's Realm, ainsi que la série de sculptures Temptation Rides produite par The Franklin Mint. Son art est également utilisé dans le jeu de cartes Hyborian Gates en 1995.
Elle conçoit la pochette de l'album Bat Out of Hell III: The Monster Is Loose de Meat Loaf ainsi que son premier single It's All Coming Back to Me Now.
En 2007, Bell et Vallejo illustrent l'affiche du film Aqua Teen Hunger Force Colon Movie Film for Theaters (en).
Au Salon International 2012-2013 de l'Art Renewal Center (ARC), Bell remporte « le plus grand nombre de prix dans un concours que l'ARC ait jamais organisé », dont le premier prix dans la catégorie « Imaginative Realist », le premier et le troisième prix dans la catégorie « Animal », le deuxième prix pour le « meilleur portrait », deux prix d'achat et deux autres mentions honorables. C'est en 2013 que Bell reçoit le titre de « Maître vivant » de l'ARC (ARC Living Master), la plus haute désignation d'artiste de cette organisation.
Bell partage son atelier en Pennsylvanie avec son mari, l'artiste Boris Vallejo.

## Publications
- (en) Soft as Steel: The Art of Julie Bell, Running Press, 1999
- (en) Titans: The Heroic Visions of Boris Vallejo and Julie Bell, Running Press, 2000
- (en) Sketchbook: The Other Artwork of Boris Vallejo and Julie Bell, Running Press, 2001
- (en) Twin Visions: The Magical Art of Boris Vallejo and Julie Bell, 2003
- (en) Imaginistix: Boris Vallejo and Julie Bell, Collins Design, 2007

## Récompenses
- 2009 : Prix Chesley de la réalisation artistique de toute une vie[11].
- 2013 : Prix Chesley pour le meilleur travail en couleur – Non publié[11].
- 2014 : Prix Chesley de la meilleure illustration de produit[11].